# Brudarebacken

Brudarebacken är en slalombacke vid Brudaremossen i Göteborg i rekreationsområdet Delsjön.
Brudarebacken ligger på den övertäckta tidigare soptippen (och innan dess mossen) Brudaremossen. Slalombacken utgörs av den nordöstra sluttningen av berget och har en längd på ungefär 270 meter och en fallhöjd på 42 meter. Här finns en släplift som delar upp backen i två gröna pister. Skidanläggningen sköts av Göteborgs Skidklubb. I närheten finns Brudaremossenmasten.

## Bilder

Brudarebacken
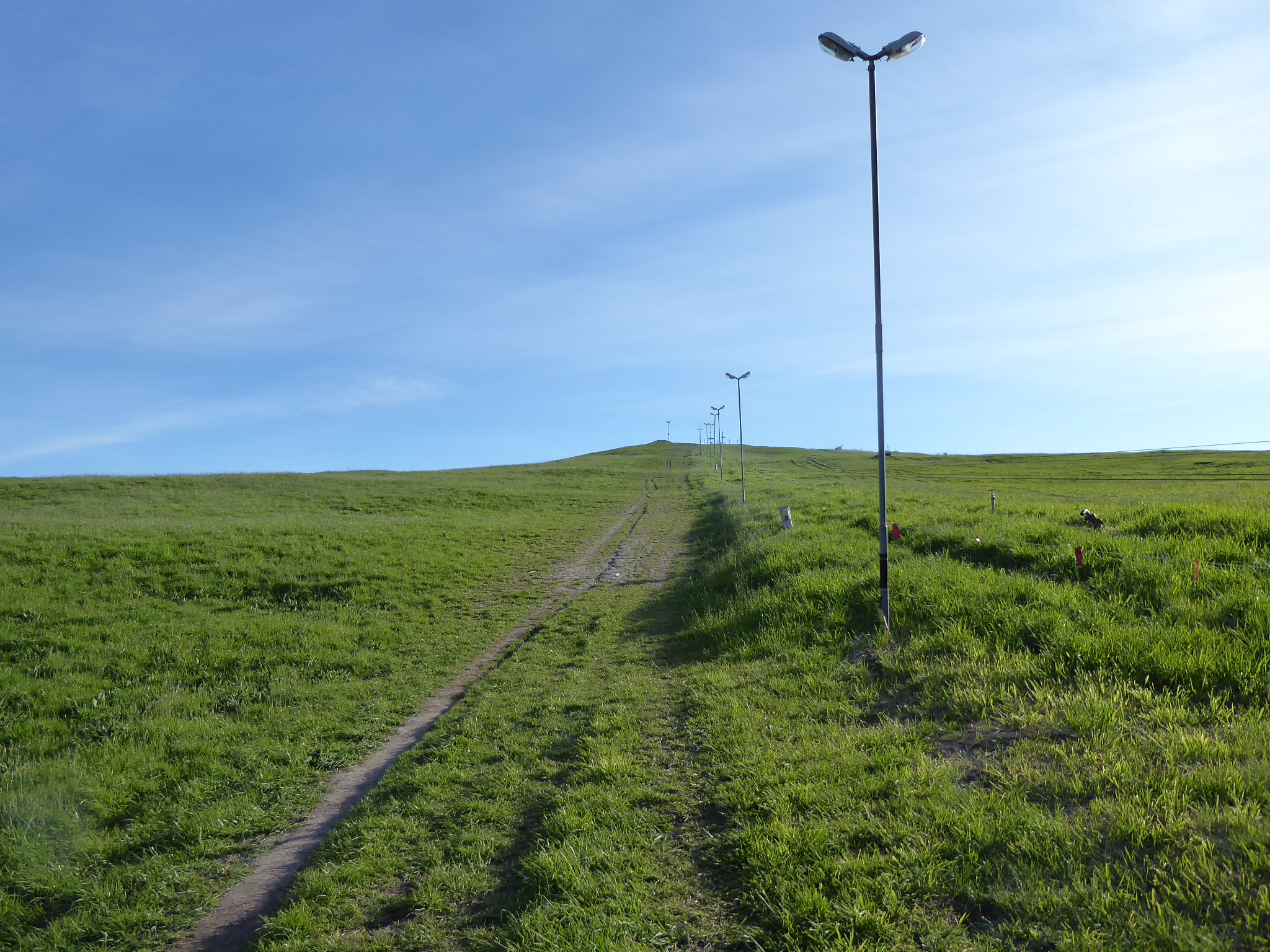
Brudarebacken från NE 21 maj 2020.
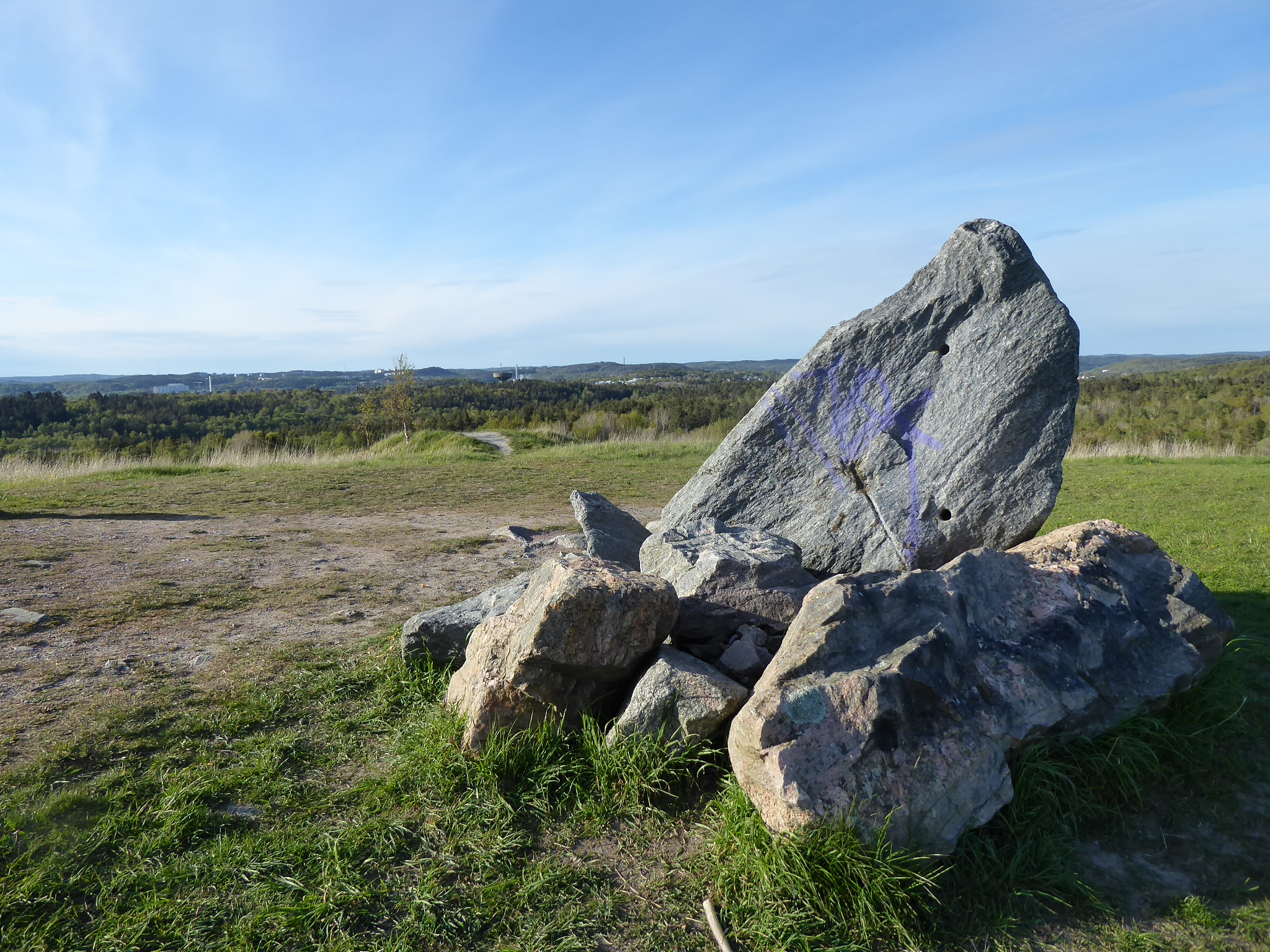
Stenröse på Brudarebackens topp, vy mot N, 21 maj 2020.
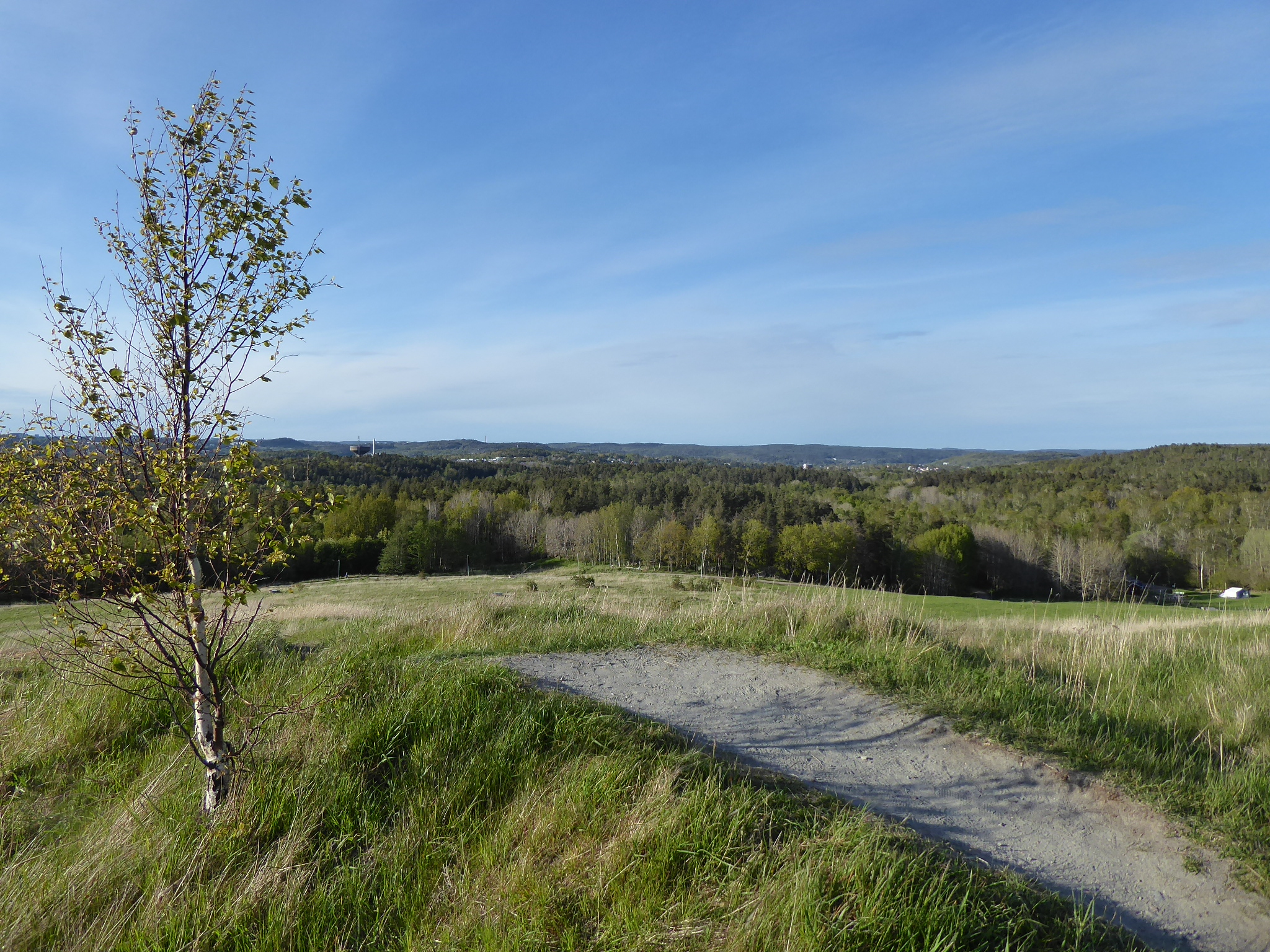
Utsikt mot N från Brudarebacken 21 maj 2020.
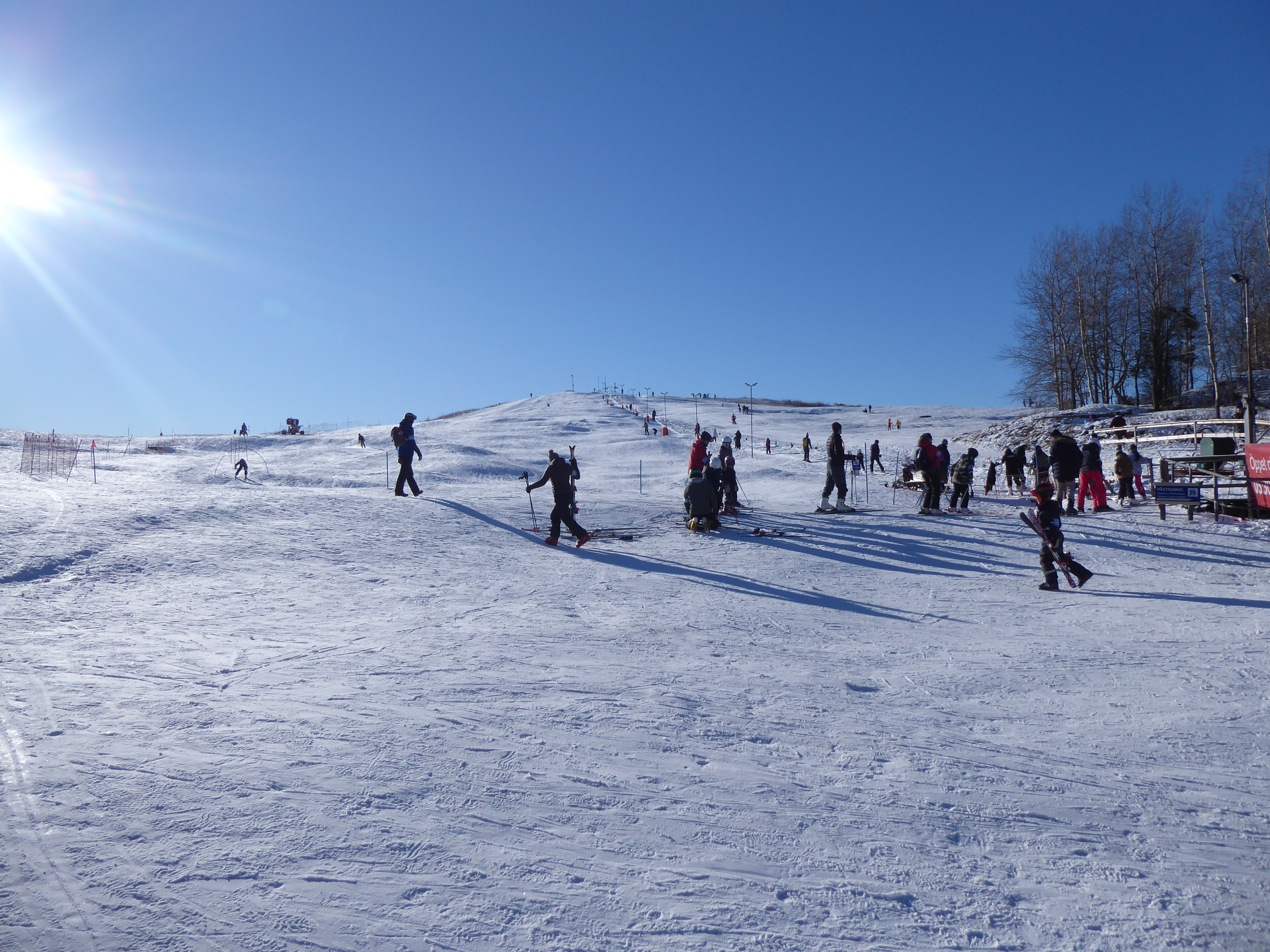
Utförsåkning i Brudarebacken den 13 februari 2021.